# Interferometr Twymana-Greena
Interferometr Twymana-Greena - przyrząd optyczny podobny do interferometru Michelsona. Służy do badania elementów optycznych (np. pryzmatów, soczewek) oraz całych układów optycznych (np. obiektywów).
Zbudowany jest, podobnie jak interferometr Michelsona, z dwóch ramion. Na jednym z ramion umieszcza się badany element. Na drugim ramieniu znajduje się lustro odbijające porównawczą wiązkę światła. Wszelkie niejednorodności i niedoskonałości badanego elementu powodują powstanie prążków interferencyjnych uzyskanych z superpozycji wiązki porównawczej z wiązką, która przeszła przez element. Prążki te, w zależności od charakteru niedoskonałości elementu, mogą być liniowe, lub mogą przypominać poziomice na mapach. Jeżeli badany element optyczny pozbawiony jest jakichkolwiek niedoskonałości, wówczas obie wiązki światła są dokładnie zgodne w fazie i obraz jest jednolity - bez jakichkolwiek wzmocnień i osłabień.